# 奈良国立博物館所蔵文化財一覧
奈良国立博物館所蔵文化財一覧（ならこくりつはくぶつかんしょぞう ぶんかざいいちらん）
本項は、奈良国立博物館（奈良市登大路町）所蔵品のうち、日本の文化財保護法に基づき国宝または重要文化財に指定されているものの一覧である。
（凡例）
- 独立行政法人国立文化財機構所有・奈良国立博物館保管の物件のみを収録対象とする。社寺、個人所蔵家等から同博物館に寄託出品されている物件は含まない。
- ○印は国宝を示し、無印は重要文化財である。
- 本一覧における名称は国宝・重要文化財指定名称を基本としている。このため、博物館における展示説明、図録等で使用されている名称とは若干異なる場合もある。

## 絵画
- 両界曼荼羅図（厨子入） 絹本著色 2面（滋賀・聖衆来迎寺伝来）
- 尊勝曼荼羅図 絹本著色
- 一字金輪曼荼羅図 絹本著色
- 大仏頂曼荼羅図 絹本著色
- 倶利迦羅竜剣二童子像・両界曼荼羅図 絹本著色 3幅
- 浄土曼荼羅図（伝・清海曼荼羅）絹本著色（奈良市・極楽寺伝来）
- 二河白道図 絹本著色
- 釈迦霊鷲山説法図 絹本著色
- 釈迦三尊像 絹本著色 3幅（滋賀・聖衆来迎寺伝来）
- ○十一面観音像 絹本著色
- 千手観音像（絹本著色）・木造観音立像
- 千手観音像 絹本著色
- 如意輪観音像 絹本著色
- 五字文殊菩薩像 絹本著色（文観房弘真画）
- 普賢菩薩像 絹本著色
- 普賢十羅刹女像 絹本著色
- 地蔵菩薩像 絹本著色
- 地蔵菩薩像 絹本著色
- 普賢延命像 絹本著色（青蓮院伝来）
- 虚空蔵菩薩像 絹本著色（滋賀・円満院伝来）
- 不動明王八大童子像 絹本著色
- 五大明王像 絹本著色 1幅
- 十二天像 絹本著色 12幅（三重・大宝院伝来）
- 白衣観音像 絹本墨画 約翁徳倹賛
- 水月観音像 絹本墨画 天庵妙受賛
- 親鸞聖人像 絹本著色（京都市伏見区・常福寺伝来）
- 安東円恵像 絹本著色 明極楚俊賛
- 道宣律師像 絹本著色
- 明空法師像 絹本著色（滋賀・仏心寺伝来）
- 大道和尚像 紙本墨画 伝明兆
- 一休宗純像 絹本著色 文安四年自賛
- 胎蔵図像（智証大師本）紙本白描 2巻
- 諸観音図像 紙本白描
- 不動明王図像 紙本白描 寛元三年兼胤書写奥書
- 東大寺戒壇院扉絵図 紙本白描
- 生駒曼荼羅図 絹本著色
- 日吉山王宮曼荼羅図 絹本著色
- 春日鹿曼荼羅図 絹本著色[1]
- 仏涅槃図 絹本著色 陸信忠（愛知・宝寿院伝来）
- 十王像 絹本著色 3幅 陸仲淵
- 十王図 絹本著色 10幅 陸信忠
- 白衣観音図 絹本著色 高麗
- 絵因果経 巻二上（62行） 紙本著色
- 華厳五十五所絵 紙本著色 1面
- ○地獄草紙 紙本著色
- 地獄草紙断簡（沸屎地獄）紙本著色
- ○辟邪絵 紙本著色 5幅
- ○山水図（水色巒光図）紙本墨画 伝周文筆 文安二年心田清播等三僧賛

## 彫刻
- 乾漆力士形立像
- 銅造薬師如来坐像
- ○木造薬師如来坐像
- 木造十一面観音立像 奈良 - 平安時代
- 木造十一面観音立像（新薬師寺伝来）
- 木造兜跋毘沙門天立像
- 木造如意輪観音坐像
- 木造大日如来坐像
- 銅造蔵王権現立像
- 木造獅子（文殊菩薩像台座、園城寺伝来）
- 木造狛犬 1躯
- 木造増長天立像（興福寺伝来）[2]
- 木造多聞天立像（興福寺伝来）
- 木造愛染明王坐像 建長8年（1256年）快成作（附：瑜祇経）
- 木造釈迦如来立像 文永10年（1273年）玄海作
- 石造三尊仏龕（長安宝慶寺伝来）
- 石造十一面観音龕（長安宝慶寺伝来）

## 書跡典籍・古文書

### 仏典
- ○紫紙金字金光明最勝王経 10巻
- 法華経（色紙）8巻
- 仏説灌頂随願往生経（天平九年石川年足願経）
- 紫紙金字華厳経 巻第七十
- 中阿含経 巻第九（善光朱印経）
- 紫紙金字金光明最勝王経分別三身品第三残巻（永仁二年後宇多天皇宸翰願経）
- 紺紙金字一字宝塔法華経 巻第三、第五
- ○金剛般若経開題 空海筆
- 法華経 8巻 建治二年八月四日宗性願文

### 仏教関係記録・撰述書
- 金剛般若集験記
- 七大寺日記
- 門葉記（寺領目録）尊円親王筆
- 雑筆集 5巻
- 神護寺如法執行問答 明恵筆
- 弘法大師御勘文
- 類秘抄 4巻 承久二年二月定真書写奥書
- 華厳十重唯識瑺鑑記 巻第四 凝然筆

### 文書・典籍
- 弘福寺牒並大和国判
- 造東大寺司請経牒
- 東大寺開田図 4幅
  - 越前国坂井郡高串村東大寺大修多羅供分田図（天平神護二年十月）
  - 越中国礪波郡石粟村官施入田図（天平宝字三年十一月）
  - 越中国射水郡鳴戸村墾田図
  - 越中国射水郡鹿田村墾田図
- 筑前国嶋郡川辺里大宝二年戸籍断簡（紙背千部法華経校帳断簡）
- 豊前国仲津郡丁里大宝二年戸籍断簡（紙背検受疏目録断簡）
- 万昆嶋主解 天平宝字二年七月廿八日
- 民部省符 延長四年二月十三日
- 神泉苑請雨経法道場図
- 大和国乙木庄条里坪付図
- ○越中国射水郡鳴戸村墾田図 天平宝字三年十一月十四日
- ○伝教大師筆尺牘（久隔帖）
- 伝教大師求法書等
- 弘法大師二十五箇条遺告
- 慈円僧正懐紙
- 兀庵普寧墨蹟
- 清拙正澄墨蹟
- ○日本書紀 巻第十残巻（紙背性霊集）

## 工芸品
- 阿弥陀如来鏡像（銅鏡松喰鶴文）
- 金銅山王十社御正体 建保6年（1218年）
- 熊野十二社権現御正体
- 金銅蛭巻入峰斧
- 金銅五鈷明王鈴
- 金銅宝珠鈴・金銅独鈷鈴・金銅三鈷鈴
- 金銀鍍宝相華文如意
- 金銅鰐口 建長6年（1254年）銘
- 金銅種子華鬘 6枚（滋賀・兵主大社伝来）
- 鉄釣燈籠
- 梵鐘 陳太建七年銘
- ○蓮唐草蒔絵経箱
- 鳳凰戧金経箱
- 黒漆大般若経厨子
- 黒漆小龕（首懸駄都種子曼荼羅厨子）（奈良・額安寺伝来）
- 黒漆宝篋印塔嵌装舎利厨子（附：法華経8帖）
- 春日龍珠箱
- ○刺繍釈迦如来説法図（京都・勧修寺伝来）
- ○牛皮華鬘　13枚（東寺伝来）
- 刺繍三昧耶幡（納入文書9枚付）17旒（附：幡残片6枚、幡頭金具8箇、木箱1合、錦幡2旒（幡頭金具4箇付））（滋賀・兵主大社伝来）

## 考古資料
- 奈良県佐味田宝塚古墳出土品 奈良県北葛城郡河合町出土（東京国立博物館と分蔵）[3]
- 奈良県天神山古墳出土品（銅鏡23面、鉄製品16点） 天理市柳本町出土
- 金銅山代忌寸真作墓誌 奈良県五條市東阿太町出土 神亀五年（728年）
- 佐井寺僧道薬墓出土品（銀墓誌、骨壺） 奈良県天理市岩屋町出土 和銅七年（714年）
- 金銅宝塔形経筒・銅造如来立像 伝福岡県出土、経筒 - 永久四年（1116年）銘
- 壱岐鉢形嶺経塚出土品 弥勒仏像 - 延久三年（1071年）銘
- 銅経筒（保延七年在銘、普賢十羅刹女像毛彫）・滑石外筒（法華種子曼荼羅・真言等陰刻） 伝福岡県出土、保延七年（1141年）
- 出雲荻杼古墓出土品（青磁鉢2口、青磁皿1枚、陶製甕・蓋石共1口） 島根県出雲市荻杼（おぎとち）町出土[4]

## 建造物
- 旧帝国奈良博物館本館 附:内匠寮奈良博物館建築工事図面（明治23 – 28年）235枚、表昇降口雛形1箇、棟札1枚
- 旧奈良県物産陳列所